# سيلات (بانغانغ)
سيلات (بالإنجليزية: Selat Panjang)‏ هي منطقة سكنية تقع في إندونيسيا في رياو. يقدر عدد سكانها بـ 76,763 نسمة ومساحتها 849.50 كم2 .